# 马里亚诺·鲁维奥
马里亚诺·纳瓦罗·鲁维奥（西班牙語：Mariano Navarro Rubio，1913年11月14日—2001年11月3日），是西班牙的政治家
，在弗朗西斯科·弗朗哥统治时期担任财政部部长、西班牙银行行长，他与劳雷亚诺·罗多、阿尔韦托·卡尔沃一起推动了经济改革政策，创造了西班牙的“经济奇迹”。